# 長門有希
長門有希是日本輕小說《涼宮春日系列》的人物，是由統治銀河系的資訊統合思念體所創造的「資訊統合思念體製造與有機生命體接觸用聯繫裝置HUMANOID INTERFACE外星人」（機關稱之為「TFEI終端機」）。還有其他由資訊統合思念體所創造的外星人，如朝倉涼子、喜綠江美里等。

## 基本資料
文藝社社長（因學長、学姐畢業，成為唯一的文藝社社員兼任社長，實際上也是SOS團成員之一）。
她的興趣為讀書（尤其是厚厚的文庫本）及玩電腦遊戲（在小长门有希的消失裡的设定，凉宫春日的憂郁裡所体现出的僅為對電腦感興趣）。有關其喜歡玩H-Game和戴兔子耳機，是同人作品《小涼宮春日的憂鬱》的二次設定，與小說正篇無關。
被阿虛奉為「長門大明神」，亦因此被偽基百科稱為「長門大萌神」。

## YUKI.N
在網路的領域裡可以任意操縱時間和空間。除了這個世界的電腦，也可以操縱異世界的電腦，但發現其真面目者大多已被解除其有機情報連結。 

## 介紹

### 長門有希的任務
- 在故事開始三年前，資訊統合思念體觀察到地球上發生一次資訊奔流現象，認為是對於自律進化已經達到瓶頸位置的自身繼續進化的可能性，因此派遣眾多外星人觀察資訊奔流現象的源頭—涼宮春日。

### 資訊操縱
- 由於資訊統合思念體自身由資訊所組成，故此它們及它們製造的外星人也擁有操縱資訊的能力。
- 由於物質化的資訊擁有固定的形態，當資訊的組合次序或形態改變時會產生形似魔法的效果，於地球人看來就彷如魔法一樣，例如將課室的桌子變為尖矛、讓球棒擁有追蹤模式而可以自動擊出全壘打的功能等。
- 改變資訊的方法可以透過唸咒語（朝比奈形容，在小說中的描述近似於一種SQL語言）改變非生命體的資訊或是由犬齒注射程式來改變有機生命體資訊。
- 當長門被斷開與資訊統合思念體的連接時，能力便會大幅減弱。

### 內心世界
- 可能是由於任務的需要，被資訊統合思念體設定為一般人難以察覺其表情的變化（故事主角阿虛是少數的例外）。
- 另一方面，由於本身的任務只局限於觀察上，因此亦刻意避免自主行動以及說出帶有自主意識的話。
- 由於一直的壓抑情感，因此錯誤檔案一直累積（主要原因应该是漫无止境的八月，原作中重複了15498次（由京都動畫改編的《涼宮春日的憂鬱》中重複了15532次）八月的最后一个周末），導致發生《涼宮春日的消失》中的暴走事件。

## 朝倉事件

### 起因
- 資訊統合思念體並不是很團結。對於觀察涼宮春日一事上，已知共分成多個派系：主流派、激進派、折衷派以及穩健派等。
- 其中激進派主張主動刺激涼宮春日以便得到更多的資訊。長門有希的下屬，朝倉涼子便是其中一份子。
- 朝倉涼子為了令涼宮春日的情感產生變化以作出觀察，私自決定刺殺阿虛。

### 經過
- 朝倉涼子以在鞋櫃放字條的形式相約阿虛在下課後到班房見面。
- 將教室重組成自己的資訊控制範圍後，教室內一切事物（包括阿虛）都受到朝倉涼子的控制。
- 由於其資訊封鎖並不完全，遭到長門有希發現並侵入攻擊性資訊。
- 長門有希為了保護阿虛而進入其空間與朝倉接戰。
- 雖然受到嚴重的物理性損傷，但長門有希在進入閉鎖空間前已埋入崩壞因子，繼而將朝倉涼子的情報組合解除。

### 影響
- 長門有希將自身以及教室受到的破壞完全修復。而在修復自身時，忘記再構成眼鏡，因阿虛的建議而不再配眼鏡。
- 谷口因遺留物件在教室，欲取回時剛好撞見阿虛擁抱長門，因而產生誤會。
- 長門對此的感想為：「（谷口）真是個有趣的人。」
- 為了掩飾朝倉涼子的消失，擅長資訊操作的長門讓其他人以為朝倉臨時轉學到加拿大。
- 此事件令阿虛相信長門為外星人一說。

## 再構築世界事件

### 起因
- 在涼宮春日高中一年級時的十二月十八日，因自身累積大量錯誤檔案而導致失控，借助涼宮春日的能力重整世界，全世界（除了阿虛）的過往一年記憶均被修改，並且變成沒有超能力者，未來人，甚至連資訊統合思念體都被消滅的世界。SOS團的所有人皆過著一個完全不同於正常的人生。
- 涼宮春日以及古泉一樹則被轉成鄰校（光阳园学院）的學生。
- 而長門自身則變成一個喜歡阿虛，內向柔弱的愛書人。
- 另外，亦重新造出已消失的朝倉涼子（前期不具攻擊性，後期為了保護長門而刺殺阿虛）。

### 經過
- 早在事件發生三年前，長門有希已經得知。
- 由於未能理解事件的起因，因此無法預防事件的發生。
- 但長門仍留下令阿虛能脫離那個世界的方法（钥匙）：將SOS團全体社員带到文藝社社團教室。
- 阿虛在事件發生後第三天，利用長門留下的程式成功逃離該世界並回到三年前，並在朝比奈（大）的陪伴以及長門的指示下，回到長門有希剛再構築世界的時候試圖扭轉局面，但因為遭到朝倉涼子的阻止而失敗。
- 此時大約半個月後（雪山推理事件回來後）的長門、朝比奈和阿虛出現並救了當時的阿虛，同時完成了當時失敗的任務。

### 影響
- 當世界終於回復原樣後，長門為了防止同類事件發生而封印了與不同時間的自己同期化的能力。
- 另一方面，她亦獲准以自主意識行動。

### 阿虛的猜測
- 阿虛認為，長門自身所累積的錯誤檔案，實際上是因為在SOS團裡相處的這一年（在此之前經歷過「永無止境的八月」，原著中敘述重複了15498次八月，且僅有長門的記憶得以存留），產生了長門自身宇宙人規格中，本應不存在的「感情」所致。
- 這「感情」促使長門渴望「普通」，而創造了沒有宇宙人、未來人、超能力者與涼宮春日資訊操作能力等所謂「不尋常」物件的世界。
- 讓阿虛的記憶繼續保留，是為了要讓阿虛在這改變的正常世界與有宇宙人、未來人、超能力者等的原世界中做選擇。

## 雪山症候群
- 發生在再構築世界事件之後的冬季合宿活動期間（十二月三十日）。
- SOS團一干人被一班非資訊統合思念體的外星生命體（資訊統合思念體稱其為「天蓋領域」）困於神秘空間中。
- 此空間獨立於正常世界，而當中的時間流動有異於一般方式，快慢無常，當中並無規律可言，甚至每一個人所感覺到的時間流動速度都不相同。
- 長門在此空間則受到外力對她的強大壓迫而倒下，並被中斷了和資訊統合思念體的聯繫。
- 在長門的努力下，成功製造出逃離該空間的方法，並藉由阿虛及古泉的幫助下啟動。

## 外部連結
- 長門有希-KomicaWiki （页面存档备份，存于）